# Las 48 leyes del poder
Las 48 leyes del poder —título en inglés: The 48 Laws of Power— es el primer libro del escritor estadounidense Robert Greene, publicado originalmente en 1998.
El libro es una guía diseñada para poder mostrarle al lector cuáles son las cualidades personales que se deben de tener para alcanzar el poder  en términos sociológicos, un método práctico para todo aquel que quiera conseguir el poder, observe el poder, o tenga que defenderse del poder. La obra contiene temas y elementos de El príncipe de Nicolás Maquiavelo y ha sido comparado con el clásico de Sun Tzu, El arte de la guerra.
Para explicar sus leyes y cómo estas se deben de ejecutar, el autor utiliza como ejemplo las estrategias, los aciertos y desaciertos de personajes históricos famosos como Julio César, Haile Selassie I, Napoleón Bonaparte, Carl von Clausewitz, Isabel I, Henry Kissinger, Pancho Villa, P. T. Barnum, Mao Zedong y muchos otros, recurriendo también a hechos reales importantes de la historia universal. El libro contiene 48 capítulos, uno dedicado a cada ley, y cada ley posee su propia transgresión, observación y regresión.
Las 48 leyes del poder fue un éxito comercial internacional, vendiendo 1.2 millones de copias en Estados Unidos y ha sido traducido a 24 idiomas. Es muy popular y conocido entre políticos, empresarios, celebridades, actores, artistas y atletas exitosos, y es considerado como un clásico de culto en estos círculos y ha sido citado y recomendado en varios medios de comunicación audiovisuales, digitales e impresos reconocido.

## Orígenes
Greene concibió la idea de Las 48 leyes del poder mientras trabajaba como escritor en Hollywood, y notó que las élites del poder de hoy en día tenían varias similitudes con personas poderosas de la historia universal. En 1995, Greene trabajaba como escritor en Fabrica, una escuela de arte y publicidad de Italia, y allí conoció al editorialista Joost Elffers. Greene le habló a Elffers sobre su idea de escribir un libro sobre el poder, y seis meses más tarde, Elffers le pidió a Greene que escribiera un tratado.
Aunque Greene se sentía infeliz con su trabajo, se encontraba estable económicamente, y pensó que dedicar tiempo a escribir un libro sería algo arriesgado. Sin embargo, en ese momento Greene estaba releyendo su biografía favorita de Julio César, y se inspiró en la decisión de César de cruzar el Rubicón para enfrentarse a Pompeyo, iniciando así la Gran Guerra Civil Romana. Greene siguió el ejemplo de César de atreverse a hacer las cosas y comenzó a escribir el tratado, el cual se convertiría en Las 48 leyes del poder. Greene ha afirmado que ese momento ha sido un punto de inflexión en su vida.

## Las 48 leyes del poder
- Ley nº 1.- Nunca le hagas sombra a tu jefe.
- Ley nº 2.- Nunca confíes demasiado en tus amigos; aprende a utilizar a tus enemigos.
- Ley nº 3.- Disimula tus intenciones.
- Ley nº 4.- Di siempre menos de lo necesario.
- Ley nº 5.- Casi todo depende de tu prestigio; defiéndelo a muerte.
- Ley nº 6.- Busca llamar la atención a cualquier precio.
- Ley nº 7.- Logra que otros trabajen por ti, pero no dejes nunca de llevarte los laureles.
- Ley nº 8.- Haz que la gente vaya hacia ti y, de ser necesario, utiliza la carnada más adecuada para lograrlo.
- Ley nº 9.- Gana a través de tus acciones, nunca por medio de argumentos.
- Ley nº 10.- Peligro de contagio: evita a los perdedores y los desdichados.
- Ley nº 11.- Haz que la gente dependa de ti.
- Ley nº 12.- Para desarmar a tu víctima, utiliza la franqueza y la generosidad en forma selectiva.
- Ley nº 13.- Cuando pidas ayuda, no apeles a la compasión o a la gratitud de la gente, sino a su egoísmo.
- Ley nº 14.- Muéstrate como un amigo pero actúa como un espía.
- Ley nº 15.- Aplasta por completo a tu enemigo.
- Ley nº 16.- Utiliza la ausencia para incrementar el respeto y el honor.
- Ley nº 17.- Mantén el suspenso. Maneja el arte de lo impredecible.
- Ley nº 18.- No construyas fortalezas para protegerte: el aislamiento es peligroso.
- Ley nº 19.- Averigua con quién estás tratando: no ofendas a la persona equivocada.
- Ley nº 20.- No te comprometas con nadie.
- Ley nº 21.- Finge candidez para atrapar a los cándidos: muéstrate más tonto que tu víctima.
- Ley nº 22.- Utiliza la táctica de la capitulación. Transforma la debilidad en poder.
- Ley nº 23.- Concentra tus fuerzas.
- Ley nº 24.- Desempeña el papel de cortesano perfecto.
- Ley nº 25.- Procura recrearte permanentemente.
- Ley nº 26.- Mantén tus manos limpias.
- Ley nº 27.- Juega con la necesidad de la gente de tener fe en algo, para conseguir seguidores incondicionales.
- Ley nº 28.- Sé eficaz al entrar en acción.
- Ley nº 29.- Planifica tus acciones de principio a fin.
- Ley nº 30.- Haz que tus logros parezcan no requerir esfuerzos.
- Ley nº 31.- Controla las opciones: haz que otros jueguen con las cartas que repartes.
- Ley nº 32.- Juega con las fantasías de la gente.
- Ley nº 33.- Descubre el talón de Aquiles de los demás.
- Ley nº 34.- Actúa como un rey para ser tratado como tal.
- Ley nº 35.- Domina el arte de la oportunidad.
- Ley nº 36.- Menosprecia las cosas que no puedes obtener: ignorarlas es la mejor de las venganzas.
- Ley nº 37.- Arma espectáculos imponentes.
- Ley nº 38.- Piensa como quieras, pero compórtate como los demás.
- Ley nº 39.- Revuelve las aguas para asegurarte una buena pesca.
- Ley nº 40.- Menosprecia lo que es gratuito.
- Ley nº 41.- Evita imitar a los grandes hombres.
- Ley nº 42.- Muerto el perro, muerta la rabia.
- Ley nº 43.- Trabaja sobre el corazón y la mente de los demás.
- Ley nº 44.- Desarma y enfurece con el efecto espejo.
- Ley nº 45.- Predica la necesidad de introducir cambios, pero nunca modifiques demasiado a la vez.
- Ley nº 46.- Nunca te muestres demasiado perfecto.
- Ley nº 47.- No vayas más allá de tu objetivo; al triunfar, aprende cuándo detenerte: lo puedes perder todo.
- Ley nº 48.-Sé cambiante en tu forma.

## Recepción
Las 48 leyes del poder ha vendido alrededor de 1.2 millones de copias en Estados Unidos y ha sido traducido a 24 idiomas. La revista  Fast Company elogió al libro como un «mega clásico culto». Según el periódico Los Angeles Times, el libro hizo que su autor se convirtiese en un «héroe de culto para el mundo del hip hop, la élite de Hollywood y los presos por igual». El libro ha sido mencionado en varios medios de comunicación importantes como CNN, Forbes, Los Angeles Times, Entrepreneur, The New York Times, The New Yorker, Newsweek, USA Today, The Guardian, Business Insider, Fast Company, ESPN y Men's Health.
Las 48 leyes del poder ha sido un libro muy solicitado en prisiones estadounidenses, y fue estudiado como texto de primer año en dos universidades estadounidenses. El actor y rapero Curtis Jackson (más conocido como 50 Cent) dijo que se identificó con el libro «inmediatamente», y se acercó a Greene para una posible colaboración, que más tarde se convirtió en La ley 50, otro éxito de ventas del New York Times. Busta Rhymes usó el libro para manejar productores de cine problemáticos. DJ Premier tiene un tatuaje en el brazo inspirado en la ley nº 5, «Casi todo depende de su prestigio; defiéndalo a muerte»; y el DJ Calvin Harris también tiene un tatuaje en su brazo inspirado en la ley nº 28 «Sea audaz al entrar en acción». Las 48 leyes del poder ha sido mencionado en canciones de artistas como UGK, Jay Z, Kanye West y Drake. Dov Charney, fundador y ex CEO de American Apparel, mencionaba frases del libro con frecuencia durante sus reuniones de negocios, regaló copias del libro a sus amigos y nombró a Greene como miembro de la junta de la empresa American Apparel. Greene ha afirmado que Fidel Castro también llegó a leer su libro.

## Legado
El militar retirado, político y escritor dominicano José Miguel Soto Jiménez escribió un libro llamado Las 48 leyes del poder de Juancito Trucupey. En este libro el autor explica la dinámica del poder en República Dominicana usando la estructura del libro de Green. 
Pimpin Ken escribió un libro llamado Pimpology: The 48 Laws of the Game, el cual se inspira en el libro de Green para explicar como moverse en el mundo de la economía.